# Lunde-Gletscher
Der Lunde-Gletscher ist ein 40 km langer Gletscher im ostantarktischen Königin-Maud-Land. Im Mühlig-Hofmann-Gebirge fließt er in nordwestlicher Richtung zwischen den Bergen Håhellerskarvet und Jøkulkyrkja.
Norwegische Kartografen kartierten ihn anhand von Vermessungen und Luftaufnahmen der Norwegisch-Britisch-Schwedischen Antarktisexpedition (1949–1952) sowie Luftaufnahmen der Dritten Norwegischen Antarktisexpedition (1956–1960). Namensgeber ist der norwegische Glaziologe Torbjørn Lunde (* 1928), Teilnehmer an der Dritten Norwegischen Antarktisexpedition.